# Тобі потрібне цуценя?
Тобі потрібне цуценя? (каз. Саған күшік керек пе?) — казахстанський кольоровий дитячий художній фільм 1994 року кіностудії «Казахфільм». Екранізація п'єси казахського драматурга Єскєна Єлубаєва. Прем'єра фільму відбулася 26 вересня 2005 року.

## У ролях
- Азамат Омаров — Азамат, онук
- Атагельди-ага Ісмаїлов — дід
- Тамара Косубаєва — бабуся